# جيسي إل. بوشامب
جيسي إل. بوشامب (بالإنجليزية: Jesse L. Beauchamp)‏ هو كيميائي أمريكي، ولد في 1942 في غلينديل في الولايات المتحدة.